# Воронежское-3
Воро́нежское-3 (Воро́неж-3) — село в Хабаровском районе Хабаровского края. Входит в Мичуринское сельское поселение.

## География
Село Воронежское-3 стоит на правом берегу реки Амур, у подножия Воронежских высот (невысокий горный массив севернее Хабаровска), ниже сёл Воронежское-1 и Воронежское-2.
Дорога к селу Воронежское-3 идёт на северо-запад от автодороги краевого значения «Автобусная остановка „Полярная“ — Нагорное — Мичуринское». Расстояние от «Полярной» до села Воронежское-3 около 4,5 км.

## Население
| 1992 | 2002 | 2010 | 2011 | 2012 | 2021 |
| ---- | ---- | ---- | ---- | ---- | ---- |
| 134  | ↘98  | ↘29  | →29  | ↗79  | ↗121 |

## Инфраструктура
- Сельскохозяйственные предприятия Хабаровского района.
- В окрестностях села Воронежское-3 находятся дачные и коттеджные участки хабаровчан.
- В лесопарковой зоне на Воронежских высотах в окрестностях села Воронежское-3 расположены летние детские оздоровительные лагеря, спортивные и туристические базы.
- От хабаровского автовокзала по автодороге «Нагорное — Мичуринское» ходит пригородный автобус маршрута № 114.

## Галерея

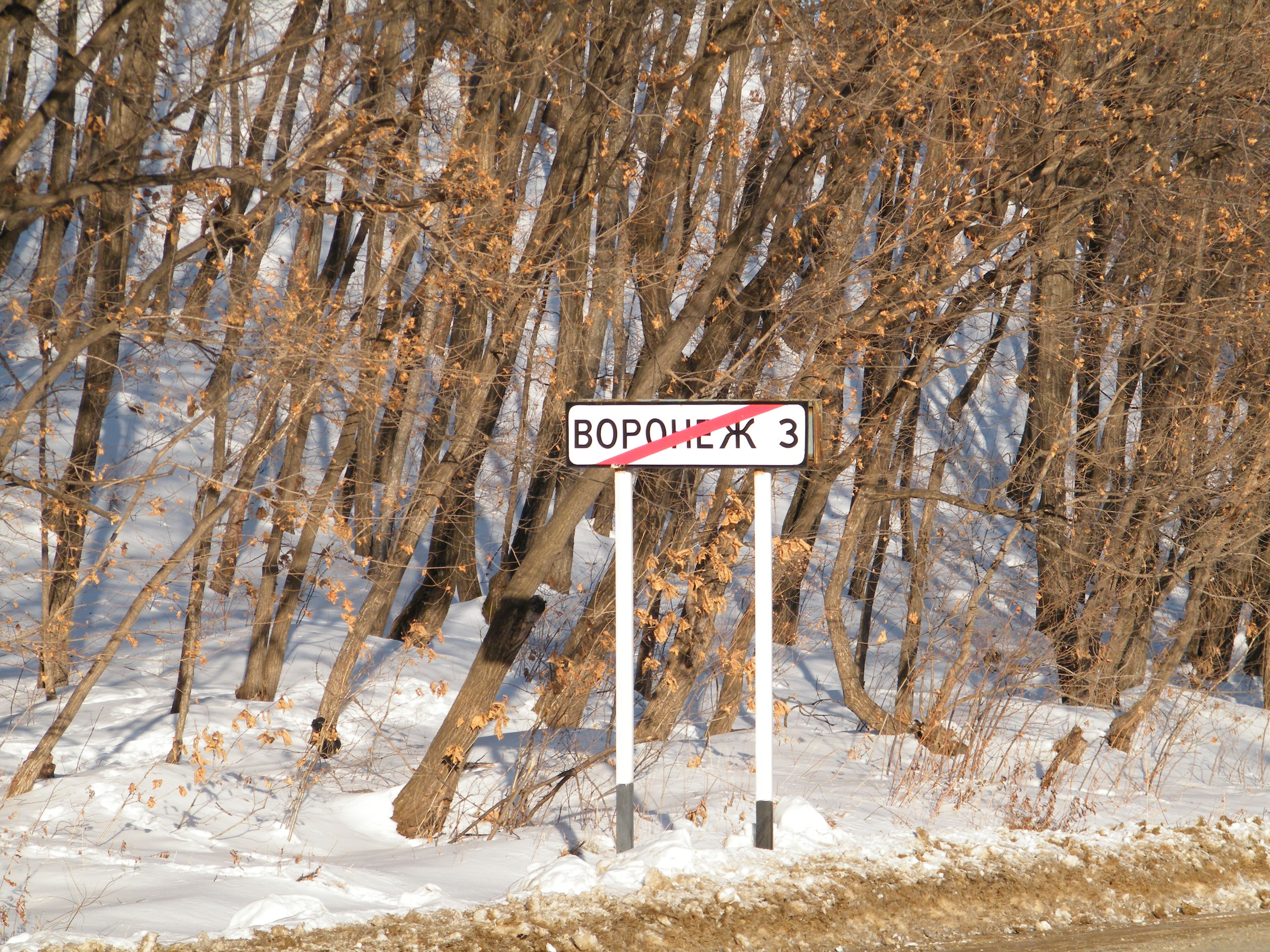
Дорожный указатель
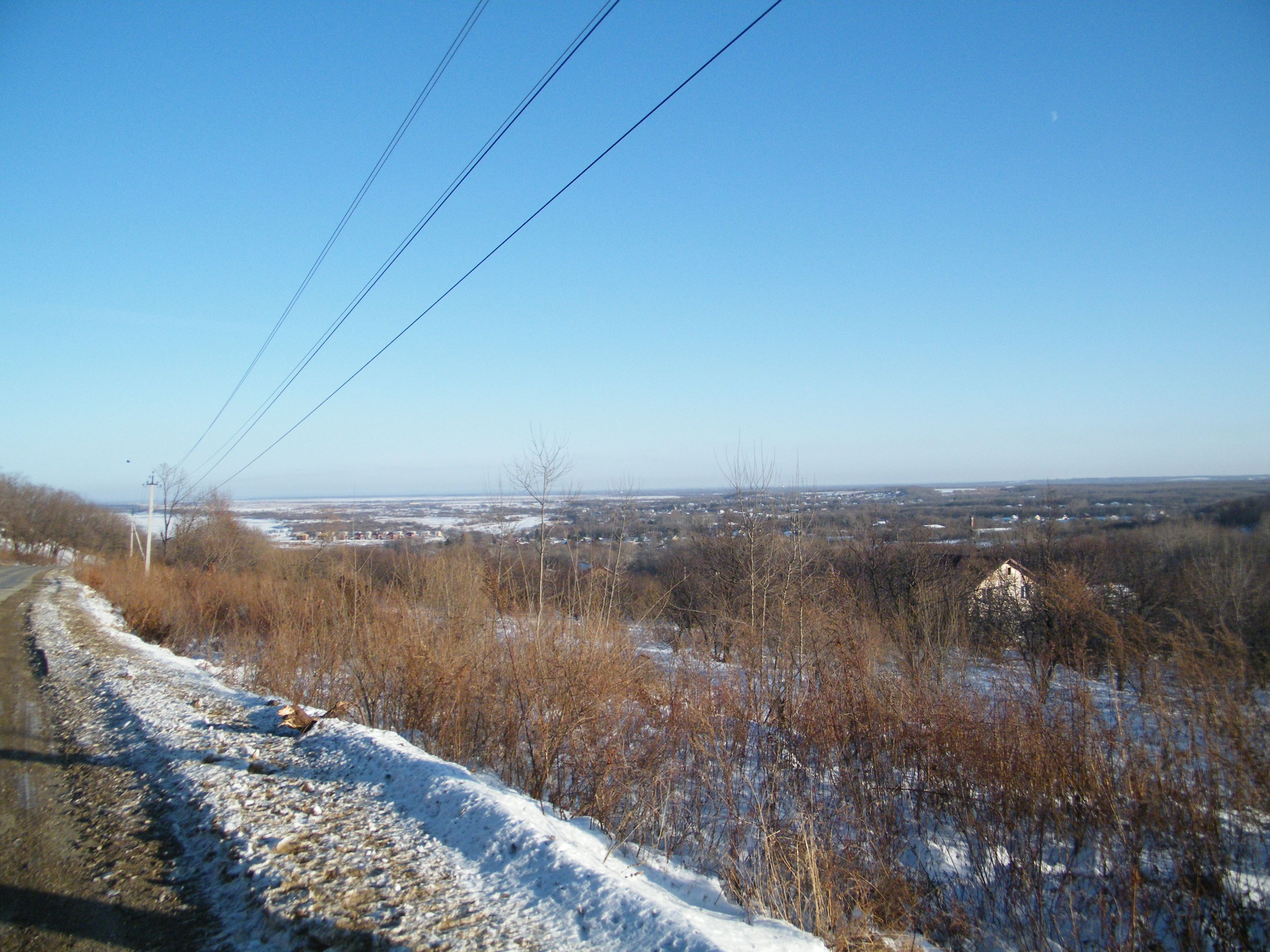
Вид на Амур из окрестностей села Воронежское-3
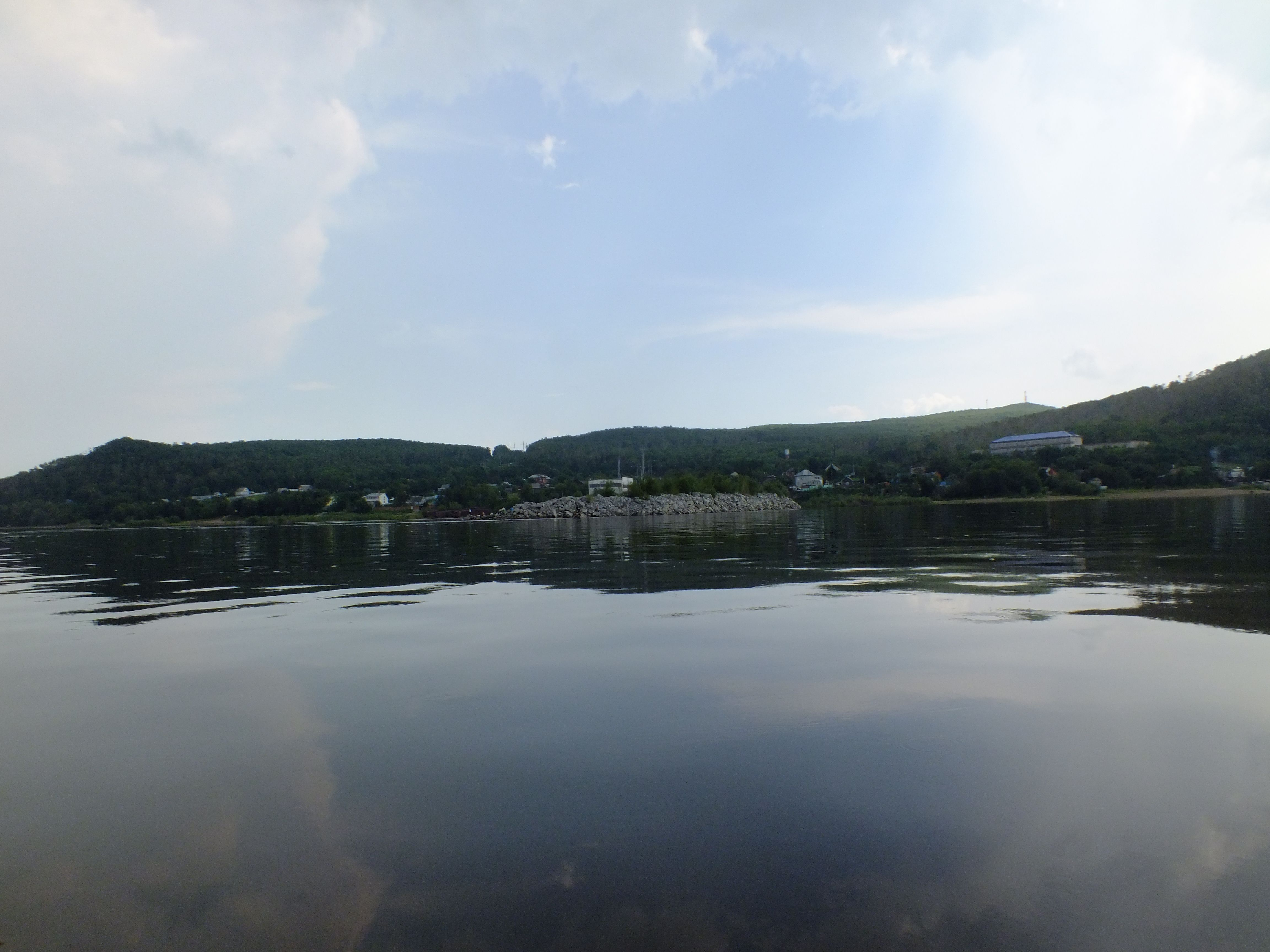
Село Воронежское-3, вид с акватории Амура
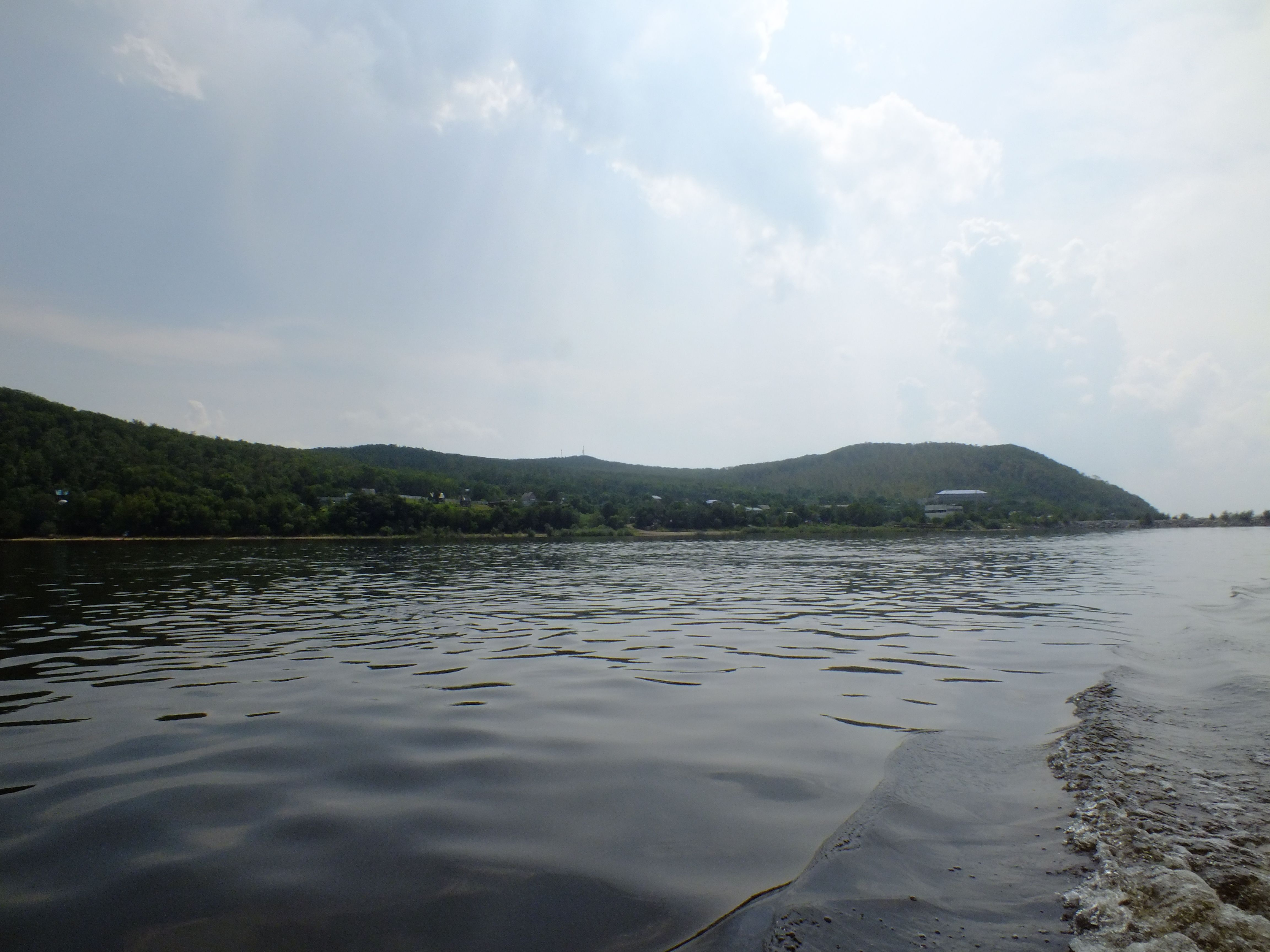
Село Воронежское-3, вид с акватории Амура